# Lagochilus knorringianus
Lagochilus knorringianus là một loài thực vật có hoa trong họ Hoa môi. Loài này được Pavlov mô tả khoa học đầu tiên năm 1938.